# إلينا أراي
إلينا أراي (باليابانية: 新井恵理那؛ بالكانا: あらい えりな) هي مذيعة ‏ يابانية، ولدت في 22 ديسمبر 1989 في كاناغاوا في اليابان.

## وصلات خارجية
- الموقع الرسمي